# 334
334（三百三十四、さんびゃくさんじゅうよん）は自然数、また整数において、333の次で335の前の数である。

## 性質
- 334は合成数であり、約数は 1, 2, 167, 334 である。
  - 約数の和は504。
- 107番目の半素数である。1つ前は329, 次は335。
- 各位の和が10になる32番目の数である。1つ前は325、次は343。
- 各位の立方和が118になる最小の数である。次は343。(オンライン整数列大辞典の数列 A055012)
  - 各位の立方和が n になる最小の数である。1つ前の117は123333、次の119は1334。(オンライン整数列大辞典の数列 A165370)
- 334 = 12 + 32 + 182 = 32 + 62 + 172 = 32 + 102 + 152
  - 3つの平方数の和3通りで表せる46番目の数である。1つ前は324、次は338。(オンライン整数列大辞典の数列 A025323)
  - 異なる3つの平方数の和3通りで表せる27番目の数である。1つ前は318、次は338。(オンライン整数列大辞典の数列 A025341)
- 334 = 33 + 33 + 43 + 63
  - 4つの正の数の立方数の和で表せる74番目の数である。1つ前は322、次は341。(オンライン整数列大辞典の数列 A003327)
- n = 334 のとき n と n − 1 を並べた数を作ると素数になる。n と n − 1 を並べた数が素数になる41番目の数である。1つ前は330、次は340。(オンライン整数列大辞典の数列 A054211)

## その他 334 に関連すること
- 年始から数えて334日目は11月30日。
- ISO 3166-1（JIS X 0304 国名コード）の 334 は、ハード島とマクドナルド諸島。
- 函館山の標高は334 mであり、函館山ロープウェイのホームページのURLは http://334.co.jp/ となっている。
- Tu-334は、ロシアのツポレフが開発した旅客機。
- スカパー!の Ch334 は、TVグローボ・インターナショナル。
- コリー (USS Corry DD-334) は、アメリカ海軍の駆逐艦。
- フォスター (USS Forster, DE-334) は、アメリカ海軍の護衛駆逐艦。
- カベゾン (USS Cabezon, SS-334) は、アメリカ海軍の潜水艦。
- 『334』は、トマス・M・ディッシュの短篇集。
- 334は、藤田真悟と東秀暢によるお笑いコンビ。2007年結成、2015年解散。
- ビッグ・ベンの螺旋階段は334段。
- 「334」または「33-4」は、2005年の日本シリーズ（千葉ロッテマリーンズ対阪神タイガース）に関し阪神タイガースを揶揄するインターネットスラング。4戦（ロッテの4連勝）の得点の合計がロッテ33点・阪神4点という大差であったことから[1]。
- 鉄道唱歌は、合計334番まである（後に発見された、北海道唱歌と伊予鉄道唱歌を除いた場合）。
- ディズニーXDはCS334チャンネル。